# José Domingo Espinar

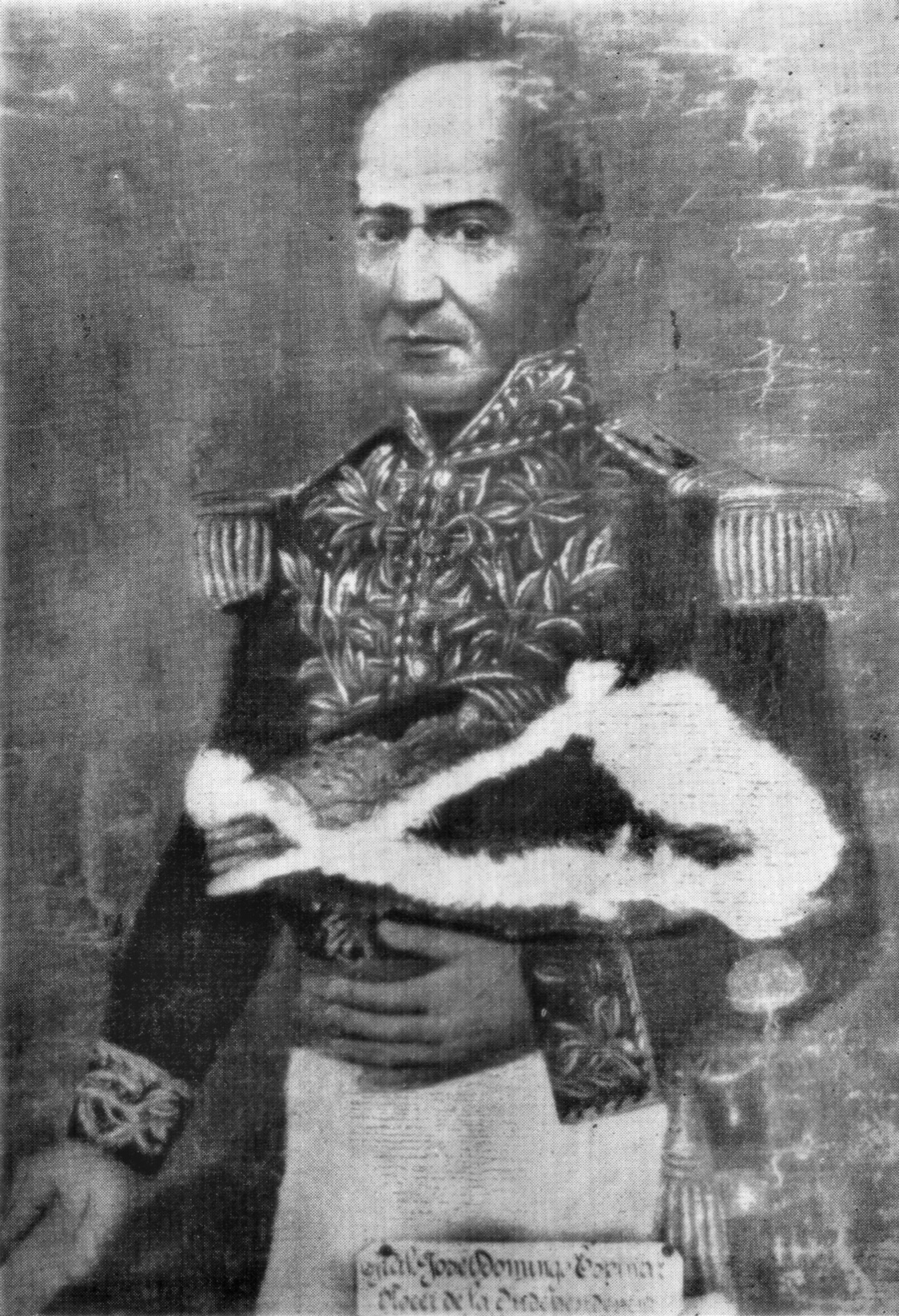
José Domingo Espinar (1824)

José Domingo Espinar (* 1791; † 5. September 1865 in Arica, Peru) war ein panamaischer Arzt, Ingenieur und Staatsmann.
Espinar war Sohn einer einflussreichen Familie in Panama. Er studierte am Colegio San Francisco in Quito und der Universität San Marcos in Peru, er erhielt Abschlüsse in Medizin und Ingenieurwissenschaften. Er kämpfte an der Seite von Simón Bolívar, mit dem er befreundet war, für die Unabhängigkeit Großkolumbiens von Spanien und für  konservative Wertvorstellungen. Er durchlief einige Positionen in Bolívars Regierung, bis er 1830 am Höhepunkt des Konfliktes zwischen Befürwortern einer stärkeren Einbindung nach Großkolumbien und Befürwortern einer stärkeren Eigenständigkeit Militärkommandeur in Panama wurde. Er wurde von Liberalen wie Konservativen gleichsam abgelehnt, ergriff am 10. September 1831 die Initiative, als er Ausschreitungen zum Anlass nahm, die Regierung von José de Fábrega abzusetzen und Panama in Richtung Kolumbien zurückzuführen.
Im Jahre 1841 unterlag Espinar dem Liberalen Tomás de Herrera, der ein föderalistisches System anstrebte, in einem Machtkampf. Er ging ins Exil und starb im Alter von 74 Jahren in Peru.